# عضلات البلعوم
عضلات البلعوم أو العضلات البلعومية (بالإنجليزية: Pharyngeal muscles)‏ هي مجموعة من العضلات التي تُشكِّل البلعوم، وتحدد شكل تجويف الأنبوب وتؤثر على خصائصه الصوتية، وهي التجويف الرنان الأول خلف تجويف الفم. تنقبض عضلات البلعوم لدفع الطعام إلى المريء. هناك طبقتان عضليتان للبلعوم: الطبقة الدائرية الخارجية والطبقة الطولية الداخلية. 

## الطبقات العضلية
هناك طبقتان عضليتان للبلعوم، الطبقة الدائرية الخارجية والطبقة الطولية الداخلية. 

### الطبقة الدائرية الخارجية
الطبقة العضلية الخارجية الدائرية تشمل ما يلي:
- العضلة المضيِّقة البلعومية السفلية (بالإنجليزية: Inferior constrictor muscle)‏.
- العضلة المضيِّقة البلعومية المتوسطة (بالإنجليزية: Middle constrictor muscle)‏.
- العضلة المضيِّقة البلعومية العلوية (بالإنجليزية: Superior constrictor muscle)‏.

تنقبض هذه العضلات أثناء عملية البلع لتعمل على دفع "البلعة الطعامية" لأسفل، وهي عملية لا إرادية. 

### الطبقة الطولية الداخلية
الطبقة العضلية الطولية الداخلية تشمل ما يلي: 
- العضلة الإبرية البلعومية (بالإنجليزية: Stylopharyngeus muscle)‏.
- العضلة النفيرية البلعومية (بالإنجليزية: Salpingopharyngeus muscle)‏.
- العضلة الحنكية البلعومية (بالإنجليزية: Palatopharyngeus muscle)‏.

أثناء عملية البلع، تعمل هذه العضلات على تقصير وتوسيع البلعوم. 

## التعصيب
يتم تعصيب العضلات البلعومية بواسطة العصب المبهم (CN X)، باستثناء العضلة الإبرية البلعومية (بالإنجليزية: Stylopharyngeus muscle)‏ التي يُعصبها العصب اللساني البلعومي (CN IX).